# William Holland Thomas

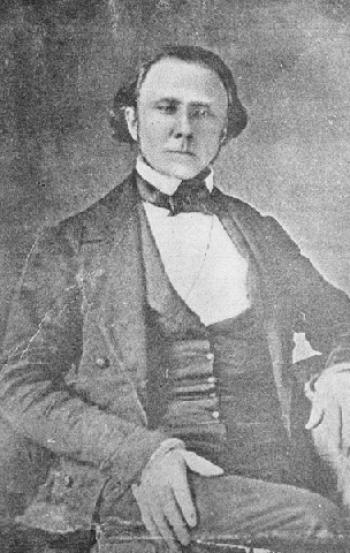
William Holland Thomas

William Holland Thomas (* 5. Februar 1805 in Waynesville, Haywood County, North Carolina; † 10. Mai 1893 in Morganton, North Carolina) war Häuptling der Cherokee und saß von 1848 bis 1860 im Senat von North Carolina. Im Sezessionskrieg organisierte er die nach ihm benannte Thomas Legion, eine aus Cherokee bestehende Guerilla-Einheit, die für die Südstaaten kämpfte.

## Leben

### Herkunft
William Holland Thomas war ein weißer Südstaatler, der aus einer weniger privilegierten Familie in den Bergen bei Haywood County, North Carolina entstammte. Seine Mutter zog William allein auf, weil der Vater Calvert kurz nach der Entbindung des Sohnes während einer Geschäftsreise ertrunken war. William buchstabierte später den Mädchennamen seiner Mutter Colvard, die gebräuchliche Schreibweise war jedoch Calverd. Der Grund für diese Unstimmigkeit war einfach die Phonetik. Seine Mutter stammte aus England und war die Cousine der Mutter des Präsidenten Zachary Taylor. Über diese Verwandtschaft knüpfte Thomas später seine Korrespondenz zum konföderierten Präsidenten Jefferson Davis, der Taylors Tochter Sarah Knox geheiratet hatte. Williams Vater Richard Thomas war walisischer Abstammung, der 1776 am Kings Mountain gegen die Briten kämpften. Wie viele Veteranen des Amerikanischen Unabhängigkeitskrieges nahm Richard Thomas eine Landzuteilung im Westen von North Carolina an.

### Frühe Zeit
Im Alter von dreizehn Jahren musste William in einem Geschäft des Kongressabgeordneten Felix Walker arbeiten, daneben studierte er die Bibel und Mathematik. Mittels einer Reihe von Gesetzbüchern, die er von seinem Arbeitgeber Walker erhalten hatte, bildete er sich auf autodidaktische Weise. Im Alter von 16 Jahren eröffnete William sein erstes eigenes Geschäft in Qualla Town, in dem er seine Organisations-, Führungs- und Managementfähigkeiten perfektionierte. Während dieser Zeit wurde Thomas ein Freund von Yonaguska (Ertrinkender Bär), dem Häuptling der Cherokee, der sich nach der Landabtretung und dem Vertrag von 1819 entschied, unter weißer Herrschaft zu bleiben. Aufgrund dieser Freundschaft wurde Thomas in den Stamm der Cherokee aufgenommen. Er wurde später adoptiert und erhielt wegen seiner geringen Körpergröße den Namen Wil-Usdi (Little Will). Weil sich seine Mutter nie in die Cherokee-Kultur eingliedern wollte, entfremdete sich auch Thomas nie von den Traditionen der Weißen. William blieb mit beiden Kulturen vertraut, lernte neben Englisch auch Cherokee lesen und schreiben. Seine Kenntnisse der Cherokee-Sprache ermöglichten es ihm schnell erfolgreiche Geschäfte zu machen, in den späten 1820er Jahren besaß er drei Handelshäuser und große Landstriche im westlichen Teil des Cherokee-Gebietes. Er setzte nicht nur seine Geschäfte fort, sondern begann auch Jura zu studieren und fungierte dann als Rechtsanwalt. William Holland wurde schließlich Politiker und fungierte als Vermittler für die Cherokee, als die Regierung versuchte, die Indianerstämme umzusiedeln. Seine erste große Aktion in ihrem Namen bestand darin, einen einfachen Aktionsplan zu erstellen, der es ihnen ermöglichte, ihre Reaktionen mit der Regierungspolitik der Weißen zu koordinieren.

### Senator und Häuptling
Sein Adoptivvater Yonaguska und einige andere Cherokee hatten durch einen früheren Vertrag Landreserven von 2,6 Quadratkilometer (640 Acres) erhalten und lebten nicht mehr in der Cherokee-Nation, für die der neue Vertrag angewendet wurde. Thomas verhandelte mit zahlreichen Cherokee, die auf ihrem Land in North Carolina bleiben konnten, einschließlich seines Adoptivvaters. Sie waren die Hauptvorfahren der heutigen Eastern Band of Cherokee Indians, eines jetzt staatlich anerkannten Stammes. Obwohl der New Echota-Vertrag nicht für sie gelten sollte, waren auch die Qualla-Cherokee um ihre Zukunft besorgt. Der Cherokee aus North Carolina behauptete, sie seien von der Abschiebungsanordnung ausgenommen und beauftragte Thomas, sie in Washington zu vertreten. Während des Winters 1938 und des darauffolgenden Frühjahrs siedelte die U.S. Regierung etwa 11.000 Cherokee aus North Carolina nach Oklahoma um. Dieses Ereignis ging als Pfad der Tränen in die Geschichte ein. Thomas verbrachte die 1840er Jahre großteils in Washington, wo er die östlichen Cherokee vor dem erzwungenen Marsch nach Westen bewahrte. Trotz seines Engagements für die Sache der Cherokee spekulierte Thomas daneben auch offen über Grundstücke, die durch die Entfernung der Cherokee zum Verkauf angeboten wurden. Er half auch der US-Armee in ihren Bemühungen, Cherokee aus anderen Staaten zu lokalisieren, die sich in North Carolina versteckten, um der Umsiedlung zu entgehen. Diese widersprüchlichen Aktionen haben aber doch dazu beigetragen, seine Position gegenüber den Cherokee, den örtlichen Weißen und der Bundesregierung zu stärken. Die Bedeutung von Thomas Aktivitäten in dieser Zeit ist nicht zu unterschätzen. Der sterbende Häuptling Yonaguska erkannte Thomas' Hingabe an seinen Stamm an und machte Thomas im April 1839 zum neuen Anführer der Cherokee in North Carolina.
Bis 1840 hatte Thomas auch in seinem Namen – der Bundesstaat North Carolina erlaubte den Cherokee nicht, Verträge zu unterzeichnen – 50.000 Morgen gekauft, die den Hauptteil des zukünftigen Qualla Boundary Territoriums der östlichen Cherokee bilden sollten. Seine Hilfe für die Cherokee und seine großen Grundstücke machten Thomas zu einer einflussreichen Persönlichkeit im Westen von North Carolina. Unmittelbar nach seinem Umzug gab er einen Teil seines eigenen Geldes aus, um viele Cherokee zu versorgen. Zu seinen Besitztümern gehörten bereits mehr als 150.000 Acres (60702 Hektar), darunter Tausende Acre, die er den Cherokee anvertraut hatte.
Er wurde von 1849 bis 1861 ununterbrochen in den Senat des Bundesstaates North Carolina gewählt. Als Demokrat war Thomas aktives Mitglied des Ausschusses für interne Verbesserungen und fungierte vier Amtszeiten lang als Vorsitzender. Er unterstützte konsequent Gesetze zur Verbesserung des Verkehrssystems im westlichen Teil des Bundesstaates, einschließlich Projekten wie den Bau der Plank Roads und der Western North Carolina Railroad. Diese Jahre waren eine Zeit der Veränderung in seinem persönlichen Leben. Er hatte große Schwierigkeiten, eine Frau zu finden und wurde von den Frauen aus den großen Städten zurückgewiesen. Er vernachlässigte zunehmend seine Geschäftsinteressen und war dann zeitweilig hoch verschuldet. Obwohl er noch immer ein reicher Mann war, brachte ihn seine Selbstlosigkeit und tiefe Großzügigkeit gegenüber seinen Schuldnern an den Rand des Bankrotts. Monatelang und manchmal jahrelang kauften viele Indianer Waren auf Kredit in Thomas' Läden. Obwohl die Cherokee harte Arbeiter waren, konnten viele Thomas nicht entschädigen, weil es wenig Beschäftigung in der Region gab.

### Heirat
Schließlich konnte der Junggeselle William im Alter von 51 Jahren eine Beziehung zur schüchternen 24-jährigen Sarah Jane Burney Love eingehen. Thomas Lanier Clingman schrieb an seinen engen Freund Thomas: „Was das dunkeläugige Mädchen betrifft, zögern Sie nicht das Werben anzunehmen. Ich hoffe, bald zu Ihrer Hochzeit zu kommen.“ Clingman war ein prominenter US-Senator, der North Carolina vertrat, und er befehligte das 25. Infanterieregiment von North Carolina, das später im Bürgerkrieg zur Brigade Clingman erweitert wurde. Oberst Thomas Clingman, der später zum Brigadegeneral befördert wurde, war ein leidenschaftlicher Anwalt und einer der berühmtesten Politiker seiner Zeit. Am 30. Juni 1857 fand in Sarahs Haus in Haywood County unter der Leitung von Reverend Banister Turner die Hochzeit statt. Sarah, von Chief Thomas Sallie genannt, war die Tochter seines ehemaligen Geschäftspartners James Robert Love und sie war auch die Enkelin des Helden aus dem Unabhängigkeitskrieg Colonel Robert Love, der auch Gründer von Waynes, North Carolina war. Sarahs Vater zog seine Familie in White Sulphur Springs in der Nähe von Waynesville auf, wo Sallie einen ähnlichen sozialen Status wie Chief Thomas hatte. William und Sarah zeugten drei Kinder: William H. Thomas Jr. (1858–1898), James Robert Thomas (1860–1936) und Sallie Love Thomas (1862–1954).

### Im Bürgerkrieg
Thomas war ein leidenschaftlicher Patriot des Südens und stimmte auf dem Staatskongress im Mai 1861 für die Abspaltung. Thomas war ein großer Sklavenhalter seiner Region, obwohl er im Vergleich zum Rest des konföderierten Südens nur sehr wenige Sklaven hatte. Der größte Teil von Thomas' Belegschaft bestand zudem aus bezahlten Angestellten. Als der Bürgerkrieg ausbrach und Thomas erkannte, dass Neutralität unmöglich war, überredete er die Cherokee, die Konföderation zu unterstützen und organisierte Truppen zum Grenzschutz. Jefferson Davis hatte die junge Sarah Knox Taylor, eine Cousine von William Thomas geheiratet. Obwohl sie nur drei Monate später an Malaria sterben würde, war damit eine persönliche Verbindung zwischen Davis und Thomas hergestellt. In den 1840er Jahren traf Thomas den damaligen Kongressabgeordneten Davis oft während seiner zahlreichen Besuche in Washington. Thomas glaubte an die Wirksamkeit des defensiven Guerillakrieges und da die Unionsarmee der konföderierten Armee in der Regel mehr als zwei zu eins überlegen war, widersetzte er sich klugerweise den traditionellen napoleonischen Taktiken. Chief Thomas appellierte an die neue Legislative sowie an Präsident Jefferson Davis persönlich, Cherokee als Soldaten für die Konföderation zu rekrutieren, da er nicht genügend weiße Freiwillige aufziehen konnte. Seine Korrespondenz mit Jefferson Davis ermöglichte ihm, die Cherokee-Soldaten überhaupt erst aufstellen zu dürfen. Er wollte, dass der Cherokee als Verteidigungstruppe für die nordwestlichen Berge von North Carolina und Tennessee dienten. Der konföderierte Kongress stimmte der Rekrutierung von Cherokee-Indianern schließlich zu und stimmte nach einigen politischen Debatten zu, dass sie zur Verteidigung der Cumberland-Lücke eingesetzt werden könnten. Sie erkannten jedoch die Argumente von Chief Thomas nicht an, dass die Cherokee- und Lufty-Indianer nach früheren Landverträgen Staatsbürger geworden seien.
Ab 15. September 1861 wurden zunächst zwei Cherokee-Kompanien, 200 Soldaten zu den Waffen gerufen. Diese „Junaluska-Zuaven“ – so benannt zu Ehren von Chief Junaluska – bezeichnete Thomas als North Carolina Cherokee Bataillon. Während Thomas und das Cherokee-Bataillon nach West-North Carolina versetzt wurden, überredete und rekrutierte er auch Dutzende von Deserteuren der Konföderierten. Im April 1862 trat Chief Thomas der konföderierten Armee bei und wurde zum Kapitän einer Kompanie ernannt, zu der viele Cherokee gehörten. Im September dieses Jahres nahm die Gruppe an einem Gefecht in Baptist Gap im Osten Tennessees teil, das mit einigen verwundeten Unionssoldaten endete. Thomas wurde bald zum Colonel befördert und befehligte das 69. North Carolina Regiment.
Es ist bemerkenswert, dass Thomas auch während des Krieges immer noch auf den Bau der Eisenbahn durch North Carolina drängte. Am 22. November 1862 erhielt der damalige Gouverneur von North Carolina, Zebulon Baird Vance, einen Brief von Thomas, der darauf hindeutete, dass die Verwendung von schwarzen Sklaven wichtig wäre, um neue Gleise zu bauen. Obwohl beide für den Süden kämpften, waren sie politische Rivalen. Während der Abstimmung über das Eisenbahngesetz war Thomas dagegen, während Zebulon das Gesetz unterstützte. Chief Thomas stimmte dagegen, weil die Eisenbahn nicht nahe genug an seinem Heimatgebiet geplant war. Schließlich räumten Vance, Davis, und die Generäle Martin, Bragg und Buckner ein, dass eine Streitmacht wie die Thomas-Legion zur Sicherung der Region eingesetzt werden sollte.

### Die Thomas Legion
Die Thomas Legion wurde am 27. September 1862 offiziell erweitert und neu organisiert. Die 400 Krieger, die rekrutiert wurden, bildeten zwei Cherokee-Kompanien; zusammen mit sechs Kompanien weißer Männer, von denen viele ethnisch schottisch-irisch waren, bildeten sie die berühmte Thomas-Legion. Diese Streitmacht diente als wichtigste Verteidigungsmacht in Ost-Tennessee und der Konföderierten North Carolina. Dieses unabhängige Kommando leistete wertvolle Dienste bei der Verteidigung lebenswichtiger und strategischer Eisenbahnen, Brücken und Depots. Thomas wollte seine Hochländer streng als lokale Verteidigungskräfte einsetzen, da sie mit dem Gebiet am besten vertraut waren. In den Süd-Appalachen lebten Bushwhacker, Deserteure und entkommene Gefangene der Union, die gemeinsam als Saboteure Gemetzel entfesselten und verursachten. Ein Vorfall, das Shelton Laurel Massaker (18. Januar 1863), warf bald einen dunklen Schatten auf die Region, und diese Gesetzlosigkeit trug auch zu Desertionen in der Thomas Legion und anderen Einheiten bei. 1864 schlug Thomas dem Hauptquartier der Konföderierten Staaten ein pauschales Amnestiegesetz vor, um eine bereits verwüstete Region zu beruhigen, indem er alle Deserteure, Abolitionisten, Ausreißer und Pro-Unionisten begnadigte, in der Hoffnung, dass ein großer Teil dieser Kämpfer dann in der Home Guard in den Bergen von North Carolina eingesetzt werden könnten. Die Thomas Legion war derweil in Jacksons Brigade umstrukturiert worden. Diese verwirrende und widersprüchliche Kommandostruktur war sehr umstritten, weshalb General Alfred E. Jackson Thomas im Juni 1863 verhaften ließ aufgrund einer Anlage wegen „Ungehorsams gegen Befehle“. Thomas wurde nach Knoxville (Tennessee)  geschickt, um vor ein Kriegsgericht gestellt zu werden, aber die Invasion der Unionstruppen unter General Ambrose Burnside in Ost-Tennessee änderte die militärische Lage, wodurch die Situation entschärft wurde. Ein weiteres Kriegsgericht sollte am 23. Februar 1864 stattfinden, da General Robert B. Vance, der Bruder des Gouverneurs von North Carolina, Zebulon Vance, gefangen genommen wurde. General Vance hatte Thomas in Gatlinburg verlassen und war nach Sevierville weitergezogen. Er wurde gefangen genommen, weil er keine Vorposten postierte und die Befehle von Thomas missachtet hatte.
Zebulon Vance, der den Senator Thomas als politischen Gegner betrachtete, wurde im Verlauf des Krieges ein noch schlimmerer Gegner. Laut offiziellen Aufzeichnungen und Berichten war Thomas nicht für die Gefangennahme von Robert Vance verantwortlich. Zebulon Vance ignorierte die Berichte aber und nutzte die Gefangennahme seines Bruders als Gelegenheit, um seinen Feind zu vernichten. In Bezug auf die Gefangennahme von Robert Vance erklärte Oberst John B. Palmer, Kommandeur des Distrikts von Western North Carolina, vor dem Militärgericht, dass nicht Chief Thomas, sondern Oberstleutnant James L. Henry und dessen Führung vor ein Kriegsgericht gestellt werden sollte. James A. Seddon, der konföderierte Kriegsminister, glaubte, dass Vance auch teilweise selbst für seine Gefangennahme verantwortlich war. Für Thomas intervenierte zudem Präsident Jefferson Davis, die Anklage wurde daraufhin abgewiesen. Am 11. Mai 1864 wurde Thomas dann nochmals angeklagt, zwischen September 1863 und April 1864 Deserteure des 65. North Carolina Regiments empfangen zu haben. Bei dieser Gelegenheit war General Jackson jedoch seines Kommandos enthoben und zur Armee von Tennessee geschickt worden. Im Oktober 1864 wurde der Prozess wieder aufgenommen und Thomas wurde aller Anklagen für schuldig befunden. Dieses Kriegsgericht verband ein vorheriges Kriegsgericht mit vier zusätzlichen Anklagen. Wie bei früheren Anklagen appellierte er an seinen lieben Freund Jefferson Davis, der erneut alle Anklagen niederschmetterte und den Oberst entlastete. Im Mai 1864 wurde ein Regiment der Thomas Legion nach Virginia verlegt, um an der Shenandoahtal-Campagnie von Generalleutnant Jubal Anderson Early teilzunehmen, bevor es nach North Carolina zurückgerufen wurde. Die Legion kämpfte noch in West Virginia, Virginia und sogar im Norden von Maryland und ergab sich erst am 9. Mai 1865 bei Waynesville. Am 6. Mai feuerte Thomas Legion „The Last Shot“ des Bürgerkriegs östlich des Mississippi in einer Aktion in White Sulphur Springs ab. Die Legion stellte die Feindseligkeiten ein, als sie von der Kapitulation und dem Ende des Krieges erfahren hatte.

### Nach dem Krieg
Nach dem Krieg war William Holland Thomas emotional, finanziell und körperlich gebrochen und kehrte zu seiner Familie und den Cherokee zurück, die ihn immer noch als Häuptling betrachteten. William Holland Thomas unterzeichnete im Namen der Cherokee den „Treueid gegenüber den Vereinigten Staaten“. Bei einem steuerpflichtigen Immobilienwert aus der Vorkriegszeit von mehr als 20.000 USD war eine Begnadigung des Präsidenten erforderlich. Der in North Carolina geborene Präsident Andrew Johnson, seit 25 Jahren mit Thomas befreundet, gewährte dem ehemaligen Konföderierten am 5. Juli 1866 schließlich die Begnadigung. Zunehmende persönliche und finanzielle Schwierigkeiten führten zu einem physischen und emotionalen Zusammenbruch. Seine Geschäfte scheiterten und die Gläubiger begannen, sein Handelsimperium aufzuteilen. Im März 1867 wurde Thomas für verrückt erklärt und in das staatliche Asyl in Raleigh eingewiesen. Thomas starb in der staatlichen Nervenheilanstalt in Morganton und wurde auf dem öffentlichen Green Hill Cemetery Waynesville, Haywood County beigesetzt.